# Robert Bacher
Robert Fox Bacher (Loudonville, Ohio, 31 d'agost de 1905 - Montecito, Califòrnia, 18 de novembre de 2004) va ser un físic nuclear estatunidenc conegut per ser un dels líders del projecte Manhattan.

## Inicis i carrera
Robert Bacher va néixer a Loudonville (Ohio); Es va graduar i doctorar a la Universitat de Michigan. Va exercir a la Universitat Cornell com a instructor de física el 1935 i com a professor titular el 1949.

## La bomba atòmica
Bacher va ser un dels centenars científics reclutats pel govern dels Estats Units per a Projecte Manhattan que pretenia construir la bomba atòmica a Los Alamos, Nou Mèxic, durant els anys 1940. Bacher encapçalava la divisió de física del projecte. El dia que es va detonar la bomba de la prova Trinity al desert de Nou Mèxic, Bacher col·locava el plutoni en una casa de pagès vella, conegut amb el nom de McDonald Ranch House, prop de la zona de proves d'Alamogordo. Durant aquesta, la part central estava subjecta ajustadament, provocant moments de pànic, però després d'uns minuts de màxima tensió Bacher va aconseguir treure-la de l'embús. Seguidament, va poder transportar la bomba al lloc de proves.
Després dels bombardejos atòmics d'Hiroshima i Nagasaki, Bacher patia sensacions contràries sobre la seva participació en el Projecte Manhattan. Mentre que per una part sentia satisfacció per haver ajudat a acabar la guerra, el remordiment d'haver iniciat tal tecnologia destructiva l'obsessionava.

## Després de la segona Guerra Mundial
El 1946 es convertia en el director del Laboratori d'Estudis Nuclear Cornell. Alhora començà un servei de tres anys sobre la comissió de l'Energia Atòmica dels Estats Units.
El 1954, després que el director Projecte Manhattan J. Robert Oppenheimer fos acusat falsament de comunista, Bacher es convertia en un dels seus seguidors més incondicionals. Bacher també va participar en la Comissió de l'Energia Atòmica dels Estats Units, i a uns quants assumptes governamentals de primer nivell durant la dècada de 1950.
Bacher va ser membre del President's Science Advisory Committee (PSAC) presidit per James Rhyne Killian el 1958. Es va convertir en un professor de física a l'Institut Tecnològic de Califòrnia| de 1949, també presidint la divisió de física, matemàtiques i l'astronomia de 1949 a 1962, quan se'l nomenava com a vicepresident i provost. Va dimitir des del càrrec de provost el 1970, i es convertia en professor emèrit el 1976.

## Mort
Bacher va finar, ja jubilat, a la seva casa de Montecito (Califòrnia). Va tenir una filla, Martha Bacher Eaton, i un fill, Andrew Dow Bacher, que és un físic nuclear.